# Smer – Sociálna demokracia
Smer – Sociálna demokracia (forkortet: Smer-SD, dansk: Retning – socialdemokrati), er et socialdemokratisk, venstrenationalistisk og venstrepopulistisk politisk parti i Slovakiet, der blev dannet den 8. november 1999. Det ledes af tidligere premierminister i Slovakiet Robert Fico.
I 2021 begyndte partiet at bruge navnet SMER – slovenská sociálna demokracia (SMER-SSD), og Robert Fico har siden da understreget i sine taler, at hans "Smer" i modsætning til Peter Pellegrinis Hlas – sociálna demokracia – et rivaliserende socialdemokratisk udbryderparti – er det "slovakiske" socialdemokrati, mens han betegner HLas som Bruxelles-socialdemokratiet.
Smer blev grundlagt af Fico i 1999 som et udbryderparti fra det postkommunistiske Strana demokratickej ľavice (Demokratisk Venstreparti) og definerede oprindeligt sig selv som partiet for Den tredje vej. Det antog betegnelsen "Sociálna demokracia" (Socialdemokrati) efter at have fusioneret med flere mindre centrum-venstre-partier i 2005. Det dominerede slovakisk politik fra 2006 til 2020 og ledede to koalitionsregeringer (2006-2010, 2016-2020) og en enkeltpartiregering (2012-2016). I løbet af sine 12 år ved magten fortsatte det Slovakiets europæiske integration, ophævede nogle økonomisk-liberale reformer fra de tidligere centrum-højre-regeringer og indførte forskellige sociale velfærdsforanstaltninger.
Smer-ledede regeringer har været forbundet med flere politiske korruptionsskandaler og er af modstandere blevet beskyldt for at have resulteret i en forringelse af retsstaten i Slovakiet.
Siden parlamentsvalget i 2020 – hvor Smer vendte tilbage til oppositionen – har de slovakiske myndigheder efterforsket omfattende sager om politisk korruption, der involverer en række Smer-politikere og højtstående embedsmænd med tilknytning til partiet. På partikongressen i juli 2020, efter en større intern splittelse (som resulterede i grundlæggelsen af Hlas-partiet), annoncerede Fico et skift til "det rustikke socialdemokrati, der forstår det specifikke ved den slovakiske virkelighed". Efter 2020 har Smer holdninger, der er blevet beskrevet som nationalistiske, populistiske, socialt konservative og ruslandsvenlige.
Ved parlamentsvalget i 2023 blev Smer det største parti med 23 % af stemmerne. Det er fortsat uafklaret hvem der kan danne regering efter valget. Fico har op til valget sagt at han ikke vil støtte Ukraine mod Rusland i krigen efter Ruslands invasion af Ukraine.